# La grande finale
La grande finale er en dansk kortfilm fra 2009, der er instrueret af Tore Avlund Frandsen.

## Handling
Hvor langt vil en klovn gå, når latteren forstummer? For intet er mere vanedannende end bifaldet fra et publikum.